# Vinciguerria nimbaria
Vinciguerria nimbaria är en fiskart som först beskrevs av Jordan och Williams, 1895.  Vinciguerria nimbaria ingår i släktet Vinciguerria och familjen Phosichthyidae. Inga underarter finns listade i Catalogue of Life.

## Bildgalleri

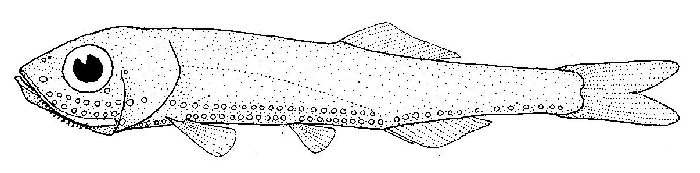